# Jan Dawid Cenkier
Jan Dawid Cenkier, także Zäncker i Zankrowski (ur. ?, zm. 1727) – polski drukarz i wydawca pochodzenia niemieckiego działający na terenie Rzeczypospolitej Obojga Narodów.

## Życiorys
Od 1710 roku kierował polską drukarnią przy polskiej gminie ewangelickiej w Królewcu. Od 6 sierpnia 1718 był wydawcą pierwszego pisma dla ludności polskiej Prus i Litwy „Poczty Królewieckiej” redagowanego przez Jerzego Rekucia. Gazeta upadła wskutek kłopotów finansowych wydawcy. Zawieszając wydawnictwo, Cenkier tłumaczył, że „bardzo licha była obrywka z gazetów polskich, bo bardzo mało było Ich Mościów, którzy się w nich kochali” (pisownia oryginalna). Ostatni numer gazety wyszedł 28 grudnia 1720.